# Олександрівська сільська рада (Валківський район)
Олекса́ндрівська сільська́ ра́да — адміністративно-територіальна одиниця та орган місцевого самоврядування в Валківському районі Харківської області. Адміністративний центр — село Олександрівка.

## Загальні відомості
- Олександрівська сільська рада утворена в 1991 році.
- Територія ради: 46 км²
- Населення ради: 846 осіб (станом на 2001 рік)

## Населені пункти
Сільській раді підпорядковані населені пункти:
- с. Олександрівка
- с. Корсунове
- с. Рідкодуб
- с. Соснівка

## Склад ради
Рада складається з 14 депутатів та голови.
- Голова ради: Буряк Лариса Миколаївна
- Секретар ради: Котелевець Ірина Анатоліївна

### Керівний склад попередніх скликань
| Прізвище, ім'я, по батькові | Основні відомості                                                         | Дата обрання | Дата звільнення |
| --------------------------- | ------------------------------------------------------------------------- | ------------ | --------------- |
| Ромась Сергій Сергійович    | Сільський голова, 1970 року народження, безпартійний                      | 26.03.2006   | 16.04.2008      |
| Буряк Лариса Миколаївна     | Сільський голова, 1967 року народження, освіта вища, член Партії регіонів | 20.06.2010   | 31.10.2010      |
| Буряк Лариса Миколаївна     | Сільський голова, 1967 року народження, освіта вища, член Партії регіонів | 31.10.2010   |                 |

Примітка: таблиця складена за даними сайту Верховної Ради України

### Депутати
За результатами місцевих виборів 2010 року депутатами ради стали:

#### За суб'єктами висування
| Суб'єкт висування            | Кількість обраних депутатів | %    |
| ---------------------------- | --------------------------- | ---- |
| Партія регіонів              | 10                          | 71,4 |
| Самовисування                | 3                           | 21,4 |
| Соціалістична партія України | 1                           | 7,1  |

#### За округами
| № округу                     | Прізвище, ім'я, по батькові    | Дата визнання обраним | Освіта  | Партійна приналежність | Відомості про обраного депутата                                                    |
| ---------------------------- | ------------------------------ | --------------------- | ------- | ---------------------- | ---------------------------------------------------------------------------------- |
| Партія регіонів              |                                |                       |         |                        |                                                                                    |
| 1                            | Гура Світлана Миколаївна       | 03.11.2010            | середня | член Партії регіонів   | Олександрівська загальноосвітня школа І-ІІІ ст., вчитель початкових класів         |
| 3                            | Жакун Микола Михайлович        | 03.11.2010            | середня | позапартійний          | Приватне сільськогосподарське підприємство "НОВЕ ЖИТТЯ", ветлікар                  |
| 4                            | Базюк Олександр Вікторови      | 03.11.2010            | вища    | позапартійний          | Приватне сільськогосподарське підприємство "НОВЕ ЖИТТЯ, головний агроном           |
| 6                            | Розумна Світлана Володимирівна | 03.11.2010            | середня | позапартійна           | Приватне сільськогосподарське підприємство "НОВЕ ЖИТТЯ, заст. головного бухгалтера |
| 7                            | Котелевець Ірина Анатоліївна   | 03.11.2010            | середня | член Партії регіонів   | Олександрійський дошкільний навчальний заклад, вихователь                          |
| 8                            | Котелевець Надія Григорівна    | 03.11.2010            | середня | позапартійна           | Олександрівська загальноосвітня школа І-ІІІ ст., техпрацівник                      |
| 9                            | Новосел Андрій Григорович      | 03.11.2010            | вища    | позапартійний          | Приватне сільськогосподарське підприємство "НОВЕ ЖИТТЯ, звідуючий фермою           |
| 10                           | Василенко Микола Семенович     | 03.11.2010            | вища    | позапартійний          | Приватне сільськогосподарське підприємство "НОВЕ ЖИТТЯ, головний зоотехнік         |
| 11                           | Корсун Ольга Петрівна          | 03.11.2010            | вища    | позапартійна           | Приватне сільськогосподарське підприємство "НОВЕ ЖИТТЯ, головний бухгалтер         |
| 12                           | Клименко Віра Іванівна         | 03.11.2010            | вища    | позапартійна           | Приватне сільськогосподарське підприємство "НОВЕ ЖИТТЯ, економіст                  |
| Соціалістична партія України |                                |                       |         |                        |                                                                                    |
| 14                           | Бугай Андрій Іванович          | 03.11.2010            | середня | позапартійний          | Приватне сільськогосподарське підприємство "НОВЕ ЖИТТЯ, водій                      |
| Самовисування                |                                |                       |         |                        |                                                                                    |
| 2                            | Бойко Володимир Петрович       | 03.11.2010            | середня | позапартійний          | Ведення особистого селянського господарства                                        |
| 5                            | Жигілій Микола Микитович       | 03.11.2010            | вища    | позапартійний          | приватний підприємець                                                              |
| 13                           | Рудий Анатолій Іванович        | 03.11.2010            | середня | позапартійний          | тимчасово не працює                                                                |